# Radomir Knoll
Radomir Knoll (bułg. Radomirska Mogila \'ra-do-mir-ska mo-'gi-la\) − wzgórze, wznoszące się w odległości około 300 m od lodowca Prespa Glacier, we wschodniej części Wyspy Livingstona (Antarktyka). Tworzy południowy kraniec odgałęzienia Friesland Ridge w górach Tangra.
Wzgórze zostało nazwane na cześć bułgarskiego miasta Radomir.

## Położenie
Wzgórze znajduje się na 2,4 km na południowy południowy wschód od St. Cyril Peak, 2,6 km na północny wschód od Yambol Peak i 2,4 km na zachód od przylądka Samuel Point.